# المدرسة الأمريكية الحديثة (الأردن)
المدرسة الأمريكية الحديثة (الإنجليزي: Modern American School) هي مدرسة دولية خاصة مختلطة مقرها في الأردن. توفر التعليم الابتدائي والمتوسط والثانوي للأعمار من 3 إلى 18 عامًا. يوجد في المدرسة طلاب من أكثر من 52 جنسية مختلفة بما في ذلك الأردنيين والعرب والجنسيات غير العربية. حوالي 30% من الموظفين غير أردنيين من أكثر من 27 دولة مختلفة. واصل خريجو المدرسة الالتحاق بالجامعات في جميع أنحاء العالم بما في ذلك جامعة هارفارد وجامعة ييل وجامعة بنسلفانيا ومعهد ماساتشوستس للتكنولوجيا وجامعة غلاسكو وكلية لندن للاقتصاد وجامعة تورنتو وجامعة هايدلبرغ.

## تاريخ
تأسست المدرسة الأمريكية الحديثة (مدرسة التربية الحديثة سابقًا) في عام 1986 كمدرسة نهارية خاصة مختلطة للصفوف من رياض الأطفال حتى السادس، ثم توسعت لتشمل الصفوف من السابع حتى الثاني عشر. بدأت في تقديم الدراسات الدولية في عام 1996 وتم ترخيصها لتدريس برامج الشهادة العامة الدولية للتعليم الثانوي وEdexcel الشهادة العامة للتعليم في عام 1997. أصبحت المدرسة مرخصة لتدريس برنامج الدبلوم الأمريكي في عام 2003. وأصبحت مركز امتحان AP في عام 2008، مما سمح لمجلس الكلية بإدارة اختبار القبول بنظام سات. يُستخدم المعيار الأساسي الأمريكي المشترك لمنهجها وطرق التدريس بها.

## المرافق والمناهج
يشمل منهج المدرسة الأمريكية الحديثة تعليم الطلاب التكنولوجيا وتزويدهم بالتعليمات حول استخدام أجهزة الآي باد وأجهزة الحاسوب المحمولة والكتب الإلكترونية. كما أن لديها برنامج توعية مجتمعي حيث شارك الطلاب في عدد من الأنشطة المحلية مثل جمع التبرعات وخدمة المجتمع. وهي أيضًا مدرسة نموذجية للأمم المتحدة تدرس مناهج البحث والخطابة العامة والمناقشات ومهارات الكتابة بالإضافة إلى الدبلوماسية والعلاقات الدولية والأمم المتحدة، حيث يحضر الطلاب المؤتمرات الدولية في نيويورك الأمم المتحدة وجامعة هارفارد وييل مون.
تقع المدرسة الأمريكية الحديثة في عمان وتتسع لحوالي 1000 طالب. وهي تحتل مبنيين بالقرب من السفارة الأوكرانية. وتضم قاعة احتفالات وصالة ألعاب رياضية وملاعب كرة قدم ومراكز حاسوب وكافيتريات وغرفة موسيقى وملاعب خارجية وغرفة للفنون والحرف.

## روابط خارجية
- الموقع الرسمي